# 学力向上フロンティア・ハイスクール事業
学力向上フロンティアハイスクール事業（がくりょくこうじょうフロンティアハイスクールじぎょう）は、文部科学省が2003年（平成15年）から3年間に渡り行なった事業。
高校生の学習意欲・学力向上に総合的に取り組むモデル地域（都道府県）を指定し、指定地域では、学習意欲・学力向上に取り組むフロンティアハイスクールを設けられた。フロンティアハイスクールでは、学校や地域の実態に応じて、下記のような学習意欲・学力向上に総合的に取り組み、他の学校に成果の普及を図った。

## 学習意欲や学力の実態把握と学習指導の目標設定
- 生徒の実態等に応じた習熟度別指導・教材開発・シラバスの作成など指導内容、指導方法の改善・充実
- 大学や専修学校、中学校等と連携し、学校設定教科・科目も活用した発展的、補充的な学習等の積極的な展開
- 教科等との連携を図った総合的な学習の時間の展開
- 具体的な到達目標の設定による学習意欲の喚起
- 科目の履修指導や将来の生き方と進路の適切な選択決定のためのガイダンス機能の充実
- インターンシップ、体験活動、専門高校や専修学校との連携等による職業教育の充実
- 評価規準、評価方法の研究開発

## 学力向上モデル地域の指定
39地域337校 
- 設置者別）：国立1校、公立323校、私立13校